# Gorenja Pirošica
Gorenja Pirošica – wieś w Słowenii, w gminie Brežice. W 2018 roku liczyła 135 mieszkańców.